# کنستانتین سارادژف

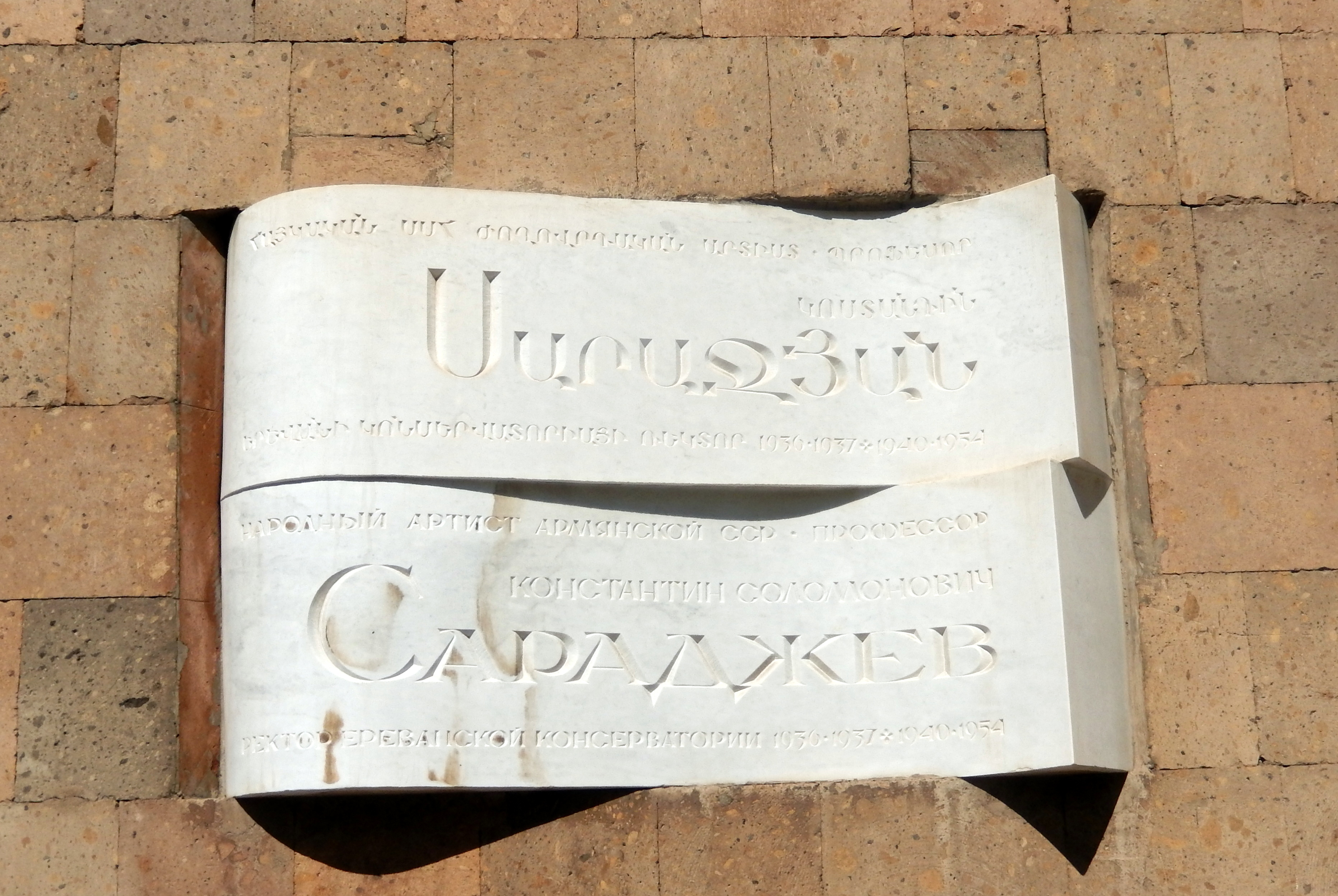
پلاک کنستانتین سارادژف (ایروان)

کنستانتین سوقومونی سارادژف (ساراژیان) (ارمنی: Կոնստանտին Սողոմոնի Սարաջև (Սարաջյան)؛ انگلیسی: Konstantin Saradzhev؛ زاده ۲۶ اکتبر [سبک قدیمی: ۹ سپتامبر] ۱۸۷۷ – درگذشته ۲۲ ژوئیهٔ ۱۹۵۴) رهبر (موسیقی)، استاد دانشگاه، استاد، و مربی موسیقی ارمنی‌تبار اهل امپراتوری روسیه بود. وی بین سال‌های تا میلادی فعالیت می‌کرد.

## زندگی‌نامه
در ۹ اکتبر ۱۸۷۷ در دربند به دنیا آمد و در سال ۱۸۹۸ از کنسرواتوار مسکو فارغ‌التحصیل شد. وی همچنین برندهٔ جوایزی همچون هنرمند مردمی ارمنستان شوروی، نشان لنین، قهرمان کار سوسیالیست، مدال کار شجاعانه در جنگ بزرگ میهنی (۱۹۴۵–۱۹۴۱) و نشان پرچم سرخ کار شده‌است. وی در ۲۲ ژوئیهٔ ۱۹۵۴ در سن ۷۶ سالگی در ایروان درگذشت.